# Togoland de l'Ouest
Togoland de l'Ouest
(en) Western Togoland
Le Togoland de l'Ouest est une zone séparatiste de la République du Ghana (de jure). La région du Togoland occidental est divisée en cinq régions : Volta, Oti, région du nord, région du nord-est et région du haut-est. En septembre 2020, les séparatistes du Togoland occidental ont déclaré leur indépendance de la République du Ghana, indépendance par ailleurs non reconnue,.
Le Togoland occidental est membre de l'Organisation des Nations et des peuples non représentés (UNPO) depuis 2017.

## Histoire

### Tutelles coloniales allemandes et britanniques ( 1884 - 1945 )
L'Empire allemand a établi le protectorat du Togoland en 1884. Sous l'administration allemande, le protectorat était considéré comme une colonie modèle ou Musterkolonie et a connu un âge d'or. Pendant la Première Guerre mondiale en 1914, la Grande-Bretagne et la France ont envahi le protectorat. Après la défaite allemande et la signature du traité de Versailles, la partie occidentale du Togoland est devenue un mandat britannique, le Togoland britannique .

### Décolonisation et volontés d'indépendance ( 1945 - 2020 )
Après la Seconde Guerre mondiale, le Togoland britannique est devenu un territoire sous tutelle des Nations Unies, sous administration britannique.
En 1957, le territoire a voté lors d'un plébiscite pour faire partie de ce qui est aujourd'hui le Ghana,.
Le 9 mai 2017, la Fondation du Groupe d'étude de la Patrie a tenté en vain de déclarer l'indépendance du Togoland occidental.
Le 7 mai 2019, l'exécutif national du groupe séparatiste Volta, Fondation du Groupe d'étude de la Patrie (FGEP), Emmanuel Agbavor, a rejeté les affirmations selon lesquelles le groupe disposait d'une milice.

### Insurrection sécessionniste ( depuis 2020 )
Le 25 septembre 2020, des sécessionnistes ont exigé que les forces de sécurité ghanéennes quittent la région de la Volta après avoir attaqué plusieurs postes de police dans la région du Tongu nord de la Volta. Dans un communiqué de presse déclarant leur sécession du Ghana, la Fondation du Groupe d'étude de la Patrie, sous la direction de Charles Kormi Kudzordz, a déclaré sa souveraineté sur la région. Le gouvernement du Ghana n'a pas pris la déclaration au sérieux, la considérant comme une "blague", bien que l'expert en sécurité Adib Sani ait exhorté le gouvernement à traiter la question comme un risque pour la sécurité nationale.
Il y a eu des blessés et des morts dans les affrontements qui ont suivi la déclaration d'indépendance bien que la République du Ghana prétende avoir obtenu des informations sur ces affrontements avant qu'ils ne se produisent.
Des sources ghanéennes affirment que le groupe sécessionniste à la tête du mouvement indépendantiste, le Fondation du Groupe d'étude de la Patrie, est sous contrôle. Cependant, les sécessionnistes ont pris les armes et mis en place des barrages routiers. Le président de la République du Ghana a nié avoir négocié avec les sécessionnistes.

## Démographie
Environ 4 millions de personnes vivent dans le Togoland de l'Ouest. Les langues du Togoland occidental comprennent le français, l'éwé, le adangme et l'anglais.
Les principales religions sont le christianisme, l'islam, l'Ifá et le vaudou et la majorité des habitants de cette région sont de l'ethnie Éwé.